# بولي (إيطاليا)
بولي هي كومونا في لاتسيو في العاصمة الإيطالية روما، تقع في منطقة مونتي برينيستيني، كما ولد أيظاً في هذه البلدة كلا من إينوسنت الثالث عشر، أغوستينو فاليني والكردينال الكاثوليكي جيانيكولو كونتي.

## الجغرافيا الفيزيائية

### المساحة
تقع بولي في منطقة طبيعية كبيرة وتمتد من جبال لوكريتيل إلى سلسلة جبال برينيستيني مروراً بي جبال تيبورتيني، تمتد البلدة بشكل كامل بمحاذاة الوادي وهي محاطة بالأشجار، البلدة القديمة محاطة بالجبال بشكل كامل ومن بين هذه الجبال مايزيد إرتفاعه عن 1000 متر فوق سطح البحر.
البلدة محاطة بالجبال، وهي تميل عند سفح الجبل، جبل مونتي جوادانيولو (1218متر فوق سطح البحر) تتميز قمة الجبل بإطلالة رائعة لدرجة أنه يطلق عليها منحدر جوادانيولو الألبي أو منحدر جوادانيولو، بالإضافة إلى ذلك الجبل مكون من الجير مثل كامل البلدة، جبل جوادانيولو هو جزء من بلدة كابرانيكا برينيستينا والتي تبعد حوالي 10 كيلومترات.

## المعالم السياحية الرئيسية
تاريخيا تم ربطها بمصير بولي، في القرن الثاني عشر كانت ممتلكات أودو الثالث الذي تنازل عنها بعد ذلك لعائلة الكونتس التي حكمت هذه الأراضي لستة قرون، وبعد ذلك انتقلت الممتلكات إلى منازل أخرى
أصبح الاتصال بين المنطقتين رسميا في عام 1826, وهذا الاتصال استمر حتى عام 1930 عندما اتحدت جوادانيولو مع بلدة كابرانيكا برينيستينا والتي لا تزال جزء منها، البلدين منذ تأسيسهما قبل ما يزيد على 1000عام مرتبطتان بمصير واحد، منذ حوال 800عام البلدتين كانتا في نفس الإقطاعية، وفي عام 2010 فتح طريق شامل يمكن الوصول اليه عن طريق المركبات وهذا الطريق يربط بولي بجوادانيولو بشكل مباشر، مع ذلك هناك مسارات طبيعية تؤدي من منحدر جوادانيولو إلى وجهات مختلفة، بما في ذلك بولي، خط سير الرحلة هو مدينة كونا، من الساحة الرئيسية في بولي تحلق القناة التي تتجه إلى اعلى الجبل، ويستمر الطريق بين بساتين الزيتون والأشجار المختلطة وعندما تصل إلى كونا تتغير الأعشاب بشكل جذري وأثناء السير بين الرطب والأشجار الرطبة تستمر بالعبور من خلال خندق أركا وبعد وقت قصير تخرج من الغابة حيث يمكن رؤية قلعة جوادانيولو المهيبة.
كنيسة سانت أنطونيو أباتي، كنيسة سان جيوفاني.
تقع بلدة بولي في وسط جبال برينيستيني، وهي شبه محاطة بالجبال بشكل كامل، التغييرات المناخية في بولي تنقسم إلى قسمين مختلفين، في الجزء السفلي من البلدة يكون المناخ معتدل مع صيف رطب ولا تكون البرودة شديدة في حين أن الجزء العلوي يكون أبرد، ويكون الصيف مهوى والشتاء بارد مع إمكانية هطول الامطار والثلوج بشكل متكرر في الجزء العلوي والسفلي مع وجود الضباب بشكل دائم في الشتاء.
تصنيف المناخ.